# Chrysogorgia arborescens
Chrysogorgia arborescens is een zachte koraalsoort uit de familie Chrysogorgiidae. Deze koraalsoort komt uit het geslacht Chrysogorgia. Chrysogorgia arborescens  werd in 1908 voor het eerst wetenschappelijk beschreven door Nutting.